# 第29步枪军
第29步枪军是一支苏联红军部队，曾三度组建，三度撤编。三次建军均发生在二战时期，部队于东线战场作战。第29步枪军在初次组建时番号为“第29立陶宛地方步枪军”（立陶宛语：29-asis teritorinis šaulių korpusas），其兵员来自前立陶宛军队，1940年8月，部队在立陶宛被苏联吞并后成立，一直服役至1941年9月。第二次成军是在1943年三至四月，第三次成军是在1943年6月。第三次成军后，该部队于1957年改编为第29军，最终于1969年撤编。